# Балясненский сельский совет (Диканьский район)
Балясненский сельский совет (укр. Балясненська сільська рада) — упразднённая административная единица в составе
Диканьского района
Полтавской области
Украины.
Административный центр сельского совета находился в 
с. Балясное.

## Населённые пункты совета
- с. Балясное
- с. Марченки
- с. Поповка